# General-Air-Flug 005

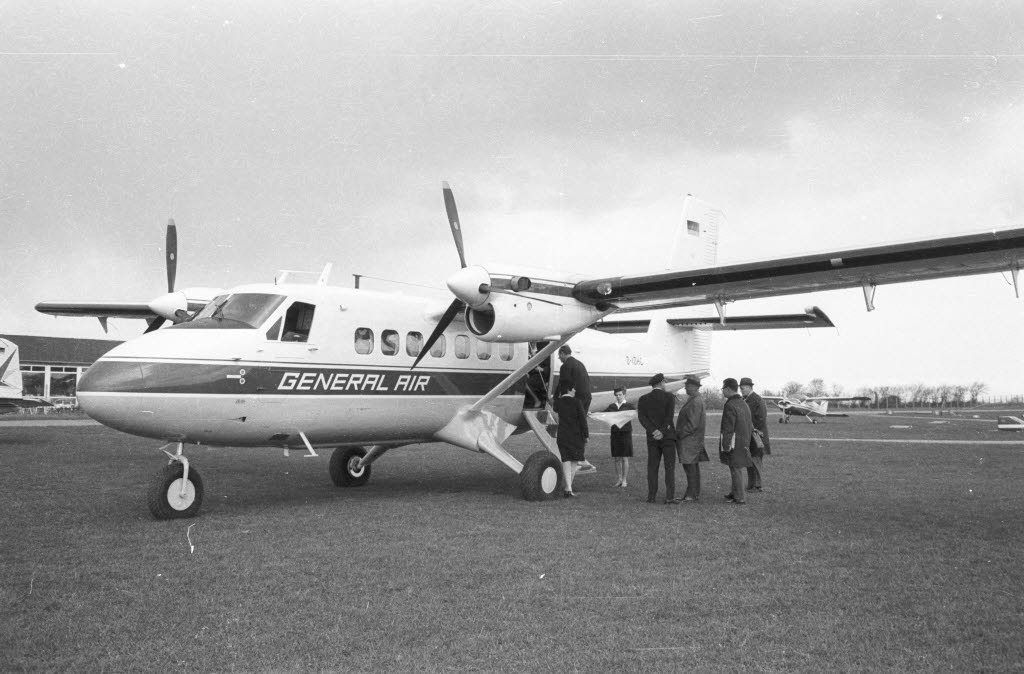
Das später verunglückte Flugzeug

Der General-Air-Flug 005 stürzte am 27. Mai 1972 kurz nach dem Start vom Flugplatz Helgoland-Düne ab.

## Verlauf
Um 18:12 Uhr startete die Twin Otter der General Air vom Flugplatz Helgoland-Düne, doch anstatt in die geplante Rechtskurve zu drehen, machte das Flugzeug in einer Höhe von etwa 60 Metern eine scharfe Linkskurve von 180° und stürzte in einem Winkel von 70° auf den Boden. Sechs Personen starben beim Absturz, darunter die beiden Piloten, zwei weitere später im Krankenhaus.

## Unfallursache
Die Twin Otter war nicht mit Flugdatenschreibern ausgerüstet; das erschwerte die Ermittlungen. Nach Untersuchung der Trümmer wurde festgestellt, dass das linke Triebwerk weniger Schub erzeugte als das rechte.